# Pama
Pama este un oraș din provincia Kompienga, Burkina Faso.